# Teoria psicanalítica
A teoria psicanalítica é a teoria que estuda a personalidade e o seu desenvolvimento. É uma teoria que procura descrever a etiologia dos transtornos, além de explicar a motivação humana. Além disso, a teoria psicanalítica é uma das bases conceituais que orientam a psicanálise, um método clínico para o tratamento da psicopatologia.
Apresentada pela primeira vez por Sigmund Freud no final do século XIX, a teoria psicanalítica passou por muitos refinamentos desde seu trabalho. O conjunto formado pelos modelos baseados na teoria psicanalítica, suas práticas psicoterapêuticas e os métodos utilizados, geralmente é referido simplesmente como psicanálise.

## Estrutura e dinâmica da personalidade
Freud imaginava a psique (ou aparelho psíquico) do ser humano como um sistema de energia: cada pessoa é movida, segundo ele, por uma quantidade limitada de energia psíquica. Isso significa, por um lado, que se grande parte da energia for necessária para a realização de determinado objetivo (ex. expressão artística) ela não estará disponível para outros objetivos (ex. sexualidade); por outro lado, se a pessoa não puder dar vazão à sua energia por um canal (ex. sexualidade), terá de fazê-lo por outro (ex. expressão artística). Essa energia provém das pulsões (às vezes chamadas incorretamente de instintos). Segundo o autor, o ser humano possui duas pulsões inatas, a de vida (Eros) e a de morte (Tânato). Essas duas pulsões opõem-se ao ideal da sociedade e, por isso, precisam ser controladas através da educação, considerando que a energia gerada pelas pulsões não é liberada de maneira direta. O ser humano é, assim, sexual e agressivo por natureza e a função da sociedade é amansar essas tendências naturais do homem. A situação de não poder dar vazão a essa energia gera no indivíduo um estado de tensão interna que necessita ser resolvido. Toda ação do homem é motivada, assim, pela busca hedonista de dar vazão à energia psíquica acumulada.

### Os níveis daconsciênciaou modelo topológico da mente (1ª Tópico)
O ser humano, no entanto, não se dá conta de todo esse processo de geração e liberação de energia. Para explicar esse fato, Freud descreve três níveis de consciência:
- O consciente (al. das Bewusste), que abarca todos os fenômenos que em determinado momento podem ser percebidos de maneira consciente pelo indivíduo;
- O pré-consciente (al. das Vorbewusster), refere-se aos fenômenos que não estão conscientes em determinado momento, mas podem tornar-se, se o indivíduo desejar se ocupar com eles;
- O inconsciente (al. das Unbewusster), que diz respeito aos fenômenos e conteúdos que não são conscientes e somente sob circunstâncias muito especiais podem tornar-se. (O termo subconsciente é muitas vezes usado como sinônimo, apesar de ter sido abandonado pelo próprio Freud.)

Freud não foi o primeiro a propor que parte da vida psíquica se desenvolve inconscientemente. Ele foi, no entanto, o primeiro a pesquisar profundamente esse território. Segundo ele, os desejos e pensamentos humanos produzem muitas vezes conteúdos que causariam medo ao indivíduo, se não fossem armazenados no inconsciente. Este tem assim uma função importantíssima de estabilização da vida consciente. Sua investigação levou-o a propor que o inconsciente é alógico (e por isso aberto a contradições); atemporal e aespacial (ou seja, conteúdos pertencentes a épocas ou espaços diferentes podem estar próximas). Os sonhos são vistos como expressão simbólica dos conteúdos inconscientes.
Através da compreensão do conceito de inconsciente torna-se clara a compreensão da motivação na psicanálise clássica: muitos desejos, sentimentos e motivos são inconscientes, por serem muito dolorosos para se tornarem conscientes. No entanto esse conteúdo inconsciente influencia a experiência consciente da pessoa, por exemplo, através de atos falhos, comportamentos aparentemente irracionais, emoções inexplicáveis, medo, depressão, sentimento de culpa. Assim, os sentimentos, sonhos, desejos e motivos inconscientes influenciam e guiam o comportamento consciente.

### Modelo estrutural da personalidade (2ª Tópico)
Freud desenvolveu mais tarde, (1923) um modelo estrutural da personalidade, em que o aparelho psíquico se organiza em três estruturas:
Id (em alemão: es, "ele, isso"): O id é a fonte da energia psíquica, a libido. O id é formado pelas pulsões, instintos, impulsos orgânicos e desejos inconscientes. Ele funciona segundo o princípio do prazer (Lustprinzip), ou seja, busca sempre o que produz prazer e evita o desprazer. Não faz planos, não espera, busca uma solução imediata para as tensões, não aceita frustrações e não conhece inibição. Ele não tem contato com a realidade e uma satisfação na fantasia pode ter o mesmo efeito de uma atingida través de uma ação. O id desconhece juízo, lógica, valores, ética ou moral, sendo exigente, impulsivo, cego, irracional, antissocial e dirigido ao prazer. O id é completamente inconsciente.
Ego (ich, "eu"): O ego desenvolve-se a partir do id com o objetivo de permitir que seus impulsos sejam eficientes, ou seja, levando em conta o mundo externo, por intermédio do chamado princípio da realidade. É esse princípio que introduz a razão, o planejamento e a espera ao comportamento humano. A satisfação das pulsões é retardada até o momento em que a realidade permita satisfazê-las com um máximo de prazer e um mínimo de consequências negativas. A principal função do ego é buscar uma harmonização inicialmente entre os desejos do id e a supervisão/realidade/repressão do superego.
Superego (Über-Ich, "super-eu", "além-do-eu"): É a parte moral da mente humana e representa os valores da sociedade. O superego tem três objetivos: (1) reprimir, através de punição ou sentimento de culpa, qualquer impulso contrário às regras e ideais por ele ditados; (2) forçar o ego a se comportar de maneira moral, mesmo que irracional; e, (3) conduzir o indivíduo à perfeição, em gestos, pensamentos e palavras. O superego forma-se após o ego, durante o esforço da criança de introjetar os valores recebidos dos pais e da sociedade a fim de receber amor e afeição. Ele pode funcionar de uma maneira bastante primitiva, punindo o indivíduo não apenas por ações praticadas, mas também por pensamentos inaceitáveis; outra característica sua é o pensamento dualista (tudo ou nada, certo ou errado, sem meio-termo). O superego divide-se em dois subsistemas: o ego ideal, que dita o bem a ser procurado, e a consciência (Gewissen), que determina o mal a ser evitado.

## Os mecanismos de defesa
O ego está constantemente sob tensão, nas suas tentativas de harmonizar os impulsos do id no mundo exterior e adequando-os à repressão do superego. Quando essa tensão (normalmente sob a forma de medo) se torna grande demais, ameaça a estabilidade do ego, que pode fazer uso dos mecanismos de defesa ou ajustamentos. Estas são estratégias do ego para diminuir o medo através de uma deformação da realidade - dessa forma o ego exclui da consciência conteúdos indesejados. Os mecanismos de defesa satisfazem os desejos do id apenas parcialmente, mas, para este, uma satisfação parcial é melhor do que nenhuma.
Entre os mecanismos de defesa é preciso considerar, por um lado, os mecanismos bastante elaborados para defender o eu (ego), e por outro lado, os que estão simplesmente encarregados de defender a existência do narcisismo. Freud (1937) diz que mecanismos defensivos falsificam a percepção interna do sujeito fornecendo somente uma representação imperfeita e deformada.
Freud descreveu muitos mecanismos de defesa no decorrer da sua obra e seu trabalho foi continuado por sua filha Anna Freud; os principais mecanismos são:
- Repressão é o processo pelo qual se afastam da consciência conflitos e frustrações demasiadamente dolorosos para serem experimentados ou lembrados, reprimindo-os e recalcando-os para o inconsciente; o que é desagradável é, assim, esquecido;

- Formação reativa consiste em ostentar um procedimento e externar sentimentos opostos aos impulsos verdadeiros, indesejados;

- Projeção consiste em atribuir a outros as ideias e tendências que o sujeito não pode admitir como suas;

- Regressão consiste em a pessoa retornar a comportamentos imaturos, característicos de fase de desenvolvimento que a pessoa já passou;

- Fixação é um congelamento no desenvolvimento, que é impedido de continuar. Uma parte da líbido permanece ligada a um determinado estágio do desenvolvimento e não permite que a criança passe completamente para o próximo estágio. A fixação está relacionada com a regressão, uma vez que a probabilidade de uma regressão a um determinado estágio do desenvolvimento aumenta se a pessoa desenvolveu uma fixação por este;

- Sublimação é a satisfação de um impulso inaceitável através de um comportamento socialmente aceito;

- Identificação é o processo pelo qual um indivíduo assume uma característica de outro. Uma forma especial de identificação é a identificação com o agressor;

- Deslocamento é o processo pelo qual agressões ou outros impulsos indesejáveis, não podendo ser direcionados à(s) pessoa(s) a que se referem, são direcionadas a terceiros.

## As fases do desenvolvimento psicossexual
Uma importante parte da teoria freudiana é dedicada ao desenvolvimento da personalidade. Duas hipóteses caracterizam sua teoria:
- Freud foi o primeiro a afirmar que os primeiros anos da vida são os mais importantes para o desenvolvimento da pessoa e o desenvolvimento do indivíduo se dá em fases ou estádios psico-sexuais. Freud foi, assim, o primeiro autor a afirmar que as crianças também têm uma sexualidade.

Freud descreve quatro fases distintas, pelas quais a criança passa em seu desenvolvimento. Cada uma dessas fases é definida pela região do corpo a que as pulsões se direcionam. Em cada fase surgem novas necessidades que exigem satisfação; a maneira como essas necessidades são satisfeitas determina como a criança se relaciona com outras pessoas e quais sentimentos ela tem para consigo mesma. A transição de uma fase para outra é biologicamente determinada, de tal forma que uma nova fase pode iniciar sem que os processos da fase anterior tenha se completado. As fases se seguem umas às outras em uma ordem fixa e, apesar de uma fase se desenvolver a partir da anterior, os processos desencadeados em uma fase nunca estão plenamente completos e continuam agindo durante toda a vida da pessoa.

### A fase oral
A primeira fase do desenvolvimento é a fase oral, que se estende desde o nascimento até aproximadamente dois anos de vida. Nessa fase a criança vivencia prazer e dor através da satisfação (ou frustração) de pulsões orais, ou seja, pela boca. Essa satisfação se dá independente da satisfação da fome, mas inicialmente por ela. Assim, para a criança sugar, mastigar, comer, morder, cuspir etc. têm uma função ligada ao prazer, além de servirem à alimentação. Ao ser confrontada com frustrações a criança é obrigada a desenvolver mecanismos para lidar com tais frustrações. Esses mecanismos são a base da futura personalidade da pessoa. Assim, uma satisfação insuficiente das pulsões orais pode conduzir a uma tendência para ansiedade e pessimismo; já uma excessiva satisfação pode levar, através de uma fixação nessa fase, a dificuldades de aceitar novos objetos como fonte de prazer/dor em fases posteriores, aumentando assim a probabilidade de uma regressão.
A fase oral se divide em duas fases menores, definidas pelo nascimento dos dentes. Até então a criança se encontra em uma fase passiva-receptiva; com os primeiros dentes a criança passa a uma fase sádica-ativa através da possibilidade de morder. O principal objeto de ambas as fases, o seio materno, se torna, assim, um objeto ambivalente. Essa ambivalência caracteriza a maior parte dos relacionamentos humanos, tanto com pessoas como com objetos.
A fase oral apresenta, assim, cinco modos de funcionamento que podem se desenvolver em características da personalidade adulta:
1. O incorporar do alimento se mostra no adulto como um "incorporar" de saber ou poder, ou ainda como a capacidade de se identificar com outras pessoas ou de se integrar em grupos;
2. O segurar o seio, não querendo se separar dele, se mostram posteriormente como persistência e perseverança ou ainda como decisão;
3. Morder é o protótipo da destrutividade, assim do sarcasmo, cinismo e tirania;
4. Cuspir se transforma em rejeição e;
5. O fechar a boca, impedindo a alimentação, conduz a rejeição, negatividade ou introversão.

O principal processo na fase oral é a criação da ligação entre mãe e filho.

### A fase anal
A segunda fase, segundo Freud, é a fase anal, que vai aproximadamente do primeiro ao terceiro ano de vida. Nessa fase a satisfação das pulsões se dirige ao ânus, ao controle da tensão intestinal. Nessa fase a criança tem de aprender o controle dos esfincteres sobre o ato de defecar e, dessa forma, deve aprender a lidar com a frustração do desejo de satisfazer suas necessidades imediatamente. Como na fase oral, também os mecanismos desenvolvidos nesta fase influenciam o desenvolvimento da personalidade. O defecar imediato e descontrolado é o protótipo dos ataques de raiva; já uma educação muito rígida com relação à higiene pode conduzir tanto a uma tendência ao caos, aos descuido, à bagunça quanto a uma tendência a uma organização compulsiva e exageradamente controlada. Se a mãe faz elogios demais ao fato de a criança conseguir esperar até o banheiro, pode surgir uma ligação entre dar (as fezes) e receber amor, e a pessoa pode desenvolver generosidade; se a mãe supervaloriza essas necessidades biológicas, a criança pode se desenvolver criativa e produtiva ou, pelo contrário, se tornar depressiva, caso ela não corresponda às expectativas; crianças que se recusam a defecar podem se desenvolver como colecionadores, coletores ou avaros.

### A fase fálica
A fase fálica, que vai dos três aos cinco anos de vida, se caracteriza segundo Freud pela importância da presença (ou, nas meninas, da ausência) do falo ou pênis; nessa fase prazer e desprazer estão, assim, centrados na região genital. As dificuldades dessa fase estão ligadas ao direcionamento da pulsão sexual ou libidinosa ao genitor do sexo oposto e aos problemas resultantes. A resolução desse conflito está relacionada ao complexo de Édipo e à identificação com o genitor de mesmo sexo.
Freud desenvolveu sua teoria tendo sobretudo os meninos em vista, uma vez que, para ele, estes vivenciariam o conflito da fase fálica de maneira mais intensa e ameaçadora. Segundo Freud o menino deseja nessa fase ter a mãe só para si e não partilhá-la mais com o pai; ao mesmo tempo ele teme que o pai se vingue, castrando-o. A solução para esse conflito consiste na repressão tanto do desejo libidinoso com relação à mãe como dos sentimentos agressivos para com o pai; em um segundo momento realiza-se a identificação do menino com seu pai, o que os aproxima e conduz, assim, a uma internalização por parte do menino dos valores, convicções, interesses e posturas do pai. O complexo de Édipo representa um importante passo na formação do superego e na socialização dos meninos, uma vez que o menino aprende a seguir os valores dos pais. Essa solução de compromisso permite que tanto o ego (através da diminuição do medo) e o id (por o menino poder possuir a mãe indiretamente através do pai, com o qual ele se identifica) sejam parcialmente satisfeitos.
O conflito vivenciado pelas meninas é parecido, contudo com mais possibilidades de solução. A menina deseja o próprio pai, em parte devido à inveja que sente por não ter um pênis (al. Penisneid); ela sente-se castrada e culpa à própria mãe por tê-la privado de um falo. Por outro lado, a mãe representa uma ameaça menos séria, uma vez que uma castração não é possível. Devido a essa situação diferente, a identificação da menina com a própria mãe é menos forte do que a do menino com seu pai e, por isso, as meninas teriam uma consciência menos desenvolvida - afirmação esta que foi rejeitada pela pesquisa empírica. Freud usou o termo "complexo de Édipo" para ambos os sexos; autores posteriores limitaram o uso da expressão aos meninos, reservando para as meninas o termo "complexo de Electra", mas que foi rejeitado por Freud no texto "Sobre a Sexualidade Feminina" de 1931.
A apresentação do complexo de Édipo dada acima é, no entanto, simplificada. Na realidade o resultado da resolução do complexo de Édipo é sempre uma identificação como ambos os pais e a força de cada uma dessas identificações depende de diferentes fatores, como a relação entre os elementos masculinos e femininos na predisposição fisiológica da criança ou a intensidade do medo de castração ou da inveja do pênis. Além disso, a mãe mantém em ambos os sexos um papel primordial, permanecendo sempre o principal objeto da libido.

### O período de latência
Depois da agitação dos primeiros anos de vida segue-se uma fase mais tranquila que se estende até a puberdade. Nessa fase a libido é desinvestida das fantasias e da sexualidade, tornando-as secundárias, mas reinvestida em outros meios como o desenvolvimento cognitivo, aprendizado, a assimilação de valores e normas sociais que se tornam as atividades principais da criança, continuando o desenvolvimento do ego e do superego.

### A fase genital
A última fase do desenvolvimento psicossocial é a fase genital, que se dá durante a adolescência. Nessa fase as pulsões sexuais, depois da longa fase de latência e acompanhando as mudanças corporais, despertam-se novamente, mas desta vez se dirigem a uma pessoa do sexo oposto, ou não (onde entra a questão da homossexualidade). Como se depreende da explanação anterior, a escolha do parceiro não se dá independente dos processos de desenvolvimento anteriores, mas é influenciada pela vivência nas fases anteriores. Além disso, apesar de continuarem agindo durante toda a vida do indivíduo, os conflitos internos típicos das fases anteriores atingem na fase genital uma relativa estabilidade conduzindo a pessoa a uma estrutura do ego que lhe permite enfrentar os desafios da idade adulta.

## A teoria psicanalítica dos transtornos mentais
Os transtornos mentais caracterizam uma faixa que vai desde formas neuróticas leves até a loucura, na plenitude do seu termo. "Normal" seria aquela personalidade com capacidade de viver eficientemente, manter um relacionamento duradouro e emocionalmente satisfatório com outras pessoas, trabalhar produtivamente, repousar e divertir-se, ser capaz de mensurar, julgar e lidar com base realista suas qualidades e imperfeições, aceitando-as como são.
No início de sua obra, Freud dividiu os transtornos emocionais, que então ele denominava psiconeuroses, em três categorias psicopatológicas: 1) As neuroses atuais. 2) As neuroses transferenciais, também conhecidas como psiconeuroses de defesa (que eram as histerias, as fobias e as obsessivas). 3) As neuroses narcisistas (que constituem os atuais quadros psicóticos). De lá para cá, muita coisa modificou substancialmente. Os autores discutem a adequação ou não do termo “perversão” para nomear uma determinada categoria de pacientes que apresentam uma série de características comuns e típicas entre eles, levando em conta o fato de que essa denominação tem o inconveniente de estar impregnada de “pré-conceitos”, especialmente os de ordem moral e ética, o que nem sempre faz jus à seriedade e à profundidade com que tais pacientes merecem ser compreendidos e analisados.
Classificam-se os transtornos mentais em 3 grandes tipos básicos:

### Primeiro tipo:neuroses
É a existência de tensão excessiva e prolongada, de conflito persistente ou de uma necessidade prolongadamente frustrada, é sinal de que na pessoa se configurou uma neurose. A neurose determina uma modificação, mas não uma desestruturação da personalidade e muito menos de perda de valores da realidade. Com o desenvolvimento da psicanálise, o conceito evoluiu, até finalmente encontrar lugar no interior de uma estrutura tripartite, ao lado da psicose e da perversão. Em consequência disso, do ponto de vista freudiano, classificam-se no registro da neurose a histeria, a fobia e a neurose obsessiva, às quais é preciso acrescentar a neurose atual, que abrange a neurose de angústia e a neurastenia, e a psiconeurose, que abarca a neurose de transferência e a neurose narcísica.
Costuma-se catalogar os sintomas neuróticos em certas categorias, como:
a) Histeria - Quando um conflito psíquico encontra saída através de conversões. Neste tipo de neurose, a ideia conflitiva com o ego é convertida em sintomas físicos, como cegueira, mutismo, paralisias, etc; que não têm origens orgânicas. Atualmente a histeria foi banida dos manuais psiquiátricos, o que leva muitas pessoas da área de saúde, inclusive psicólogos, a acreditarem que a histeria não existe mais. Porém, a histeria ainda existe e sempre existirá, mesmo que os sintomas possam variar de acordo com a sociedade e o tempo a que se refere. Algo bastante específico da histeria é sua referência ao corpo e à sexualidade, especialmente com questão à "o que é uma mulher?".[carece de fontes?]
b) de Ansiedade (de angústia) - a pessoa é tomada por sentimentos generalizados e persistente de intensa angústia sem causa objetiva. Alguns sintomas são: palpitações do coração, tremores, falta de ar, suor, náuseas. Há uma exagerada e ansiosa preocupação por si mesmo.[carece de fontes?]
c) Fobias - uma área da personalidade passa a operar por respostas de medo e ansiedade. Na angústia o medo é difuso e quando vem à tona é sinal de que já existia, há longo tempo. Se apresenta envolta em muita tensão, preocupação, excitação e desorganização do comportamento. Na reação fóbica, o medo se restringe a uma classe limitada de estímulos e representações objetais. Geralmente verifica-se a associação do medo a certos objetos, animais ou situações.[carece de fontes?]
d) Obsessiva-compulsiva: a obsessão é um termo que se refere a ideias que se impõem repetidamente à consciência. São por isto dificilmente controláveis. A compulsão refere-se a impulsos que levam à ação. Está intimamente ligada a uma desordem psicológica chamada transtorno obsessivo-compulsivo.[carece de fontes?]

### Segundo tipo:psicoses
Se o conceito de neurose é parte integrante do vocabulário da psicanálise, o da psicose aparece, a princípio, como um anexo proveniente do saber psiquiátrico, pautada numa concepção do sujeito que se organiza em torno da ideia de alienação e perda da razão.
O psicótico pode se encontrar em estado de depressão, de extrema euforia ou de agitação. Em dado momento age de um modo e em outro se comporta de maneira totalmente diferente. Houve uma desestruturação da sua personalidade. O dado clínico para se aferir à psicose é a alteração dos juízos da realidade. O psicótico passa a perceber a realidade de maneira diferente, mas não menos real em sua percepção. Por isso afirma com convicção que tem percepções que nos parecem irreais não apoiadas nem justificadas na lógica e na razão. Nas psicoses, além da alteração do comportamento, são comuns alucinações (alterações dos órgãos dos sentidos: ouvir vozes, ver coisas, sentir cheiros ou toques) e delírios (alterações do pensamento sob forma de conspirações, perseguição, grandeza, riqueza, onipotência ou de predestinação). As Psicoses se manifestam como:[carece de fontes?]
a) Esquizofrenia - apatia emocional, carência de ambições, desorganização geral da personalidade, perda de interesse pela vida nas realizações pessoais e sociais. pensamento desorganizado, afeto superficial e inapropriado, riso insólito, bobice, infantilidade, hipocondria, delírios e alucinações transitórias. (Consultar DSM-V ou CID 10 para mais subtipos)[carece de fontes?]
b) Maníaca-depressiva – caracteriza-se por perturbações psíquicas duradouras e intensas, decorrentes de uma perda ou de situações externas traumáticas. O estado maníaco pode ser leve ou agudo. É caracterizado por comportamento exacerbado, hipersexualidade. Os maníacos são cheios de energia, inquietos, barulhentos, falam alto e têm ideias bizarras, uma após outra. O estado depressivo, ao contrário, caracteriza-se por inatividade e desalento. Seus sintomas são: apatia, pesar, tristeza, desânimo, crises de choro, perda de interesse (embotamento afetivo) pelo trabalho, por amigos e família, bem como por suas distrações habituais. Torna-se lento na fala, não dorme bem à noite, perde o apetite, pode ficar um tanto irritado e muito preocupado.[carece de fontes?]
c) Paranoia – caracteriza-se sobretudo por ilusões fixas. É um sistema delirante. As ilusões de perseguição e de grandeza são mais duradouras do que na esquizofrenia paranoide. Os ressentimentos são profundos. É desconfiado, agressivo, egocêntrico e destruidor. Acredita que os fins justificam os meios e é incapaz de solicitar carinho.[carece de fontes?]
d) Psicose alcoólica – é habitualmente marcada por violenta intranquilidade, acompanhada de alucinações de uma natureza aterradora.[carece de fontes?]

### Terceiro tipo:perversões
Os perversos, ao vivenciarem o Complexo de Édipo, se recusam a aceitar a castração a eles imposta passando, então, há duas possibilidades: 1) aferir que para eles não existe castração, assim, não existem limites sociais impostos às suas ações ou 2) são eles que impõe os limites proveniente da castração aos outros. Atualmente são comumente relacionados às psicopatias, porém se relacionam mais abrangentemente com todas as formas de ausência de empatia com o Outro - pela ausência de atuação do Superego.
Essa estrutura favorece o aparecimento de outros sintomas, como o fetichismo e relações que objetificam o Outro, em troca de obtenção de prazer (parafilias). Retomado por Sigmund Freud a partir de 1896, o termo perversão foi definitivamente adotado como conceito pela psicanálise, que assim conservou a ideia de desvio sexual em relação a uma norma. Não obstante, nessa nova acepção, o conceito é desprovido de qualquer conotação pejorativa ou valorizadora e se inscreve, juntamente com a psicose e a neurose, numa estrutura tripartite.

## Avaliação e crítica da teoria
A teoria freudiana é a mais influente das teorias do desenvolvimento da personalidade e dos transtornos mentais. Ela influenciou grande parte do pensamento psicoterapêutico durante todo o século XX. Seus principais pontos fortes são:
1. A introdução de novos processos psíquicos, como o inconsciente, a sexualidade infantil, id, ego e superego, além de acentuar a importância dos primeiros anos de vida para o desenvolvimento do indivíduo;
2. a ênfase no desenvolvimento emocional da criança, ao contrário de outras teorias que enfatizam somente o desenvolvimento cognitivo. A teoria freudiana procura explicar porque os seres humanos não se comportam sempre de maneira lógica e como o conteúdo do pensamento abrange mais do que a pesquisa cognitiva costuma estudar.

As principais críticas à teoria freudiana referem-se a:
1. Problemas metodológicos com relação à coleta dos dados:
  1. O uso dos métodos próprios da psicanálise exige que o pesquisador seja ele mesmo um psicanalista. A longa formação exigida para isso provoca, por um lado, problemas práticos e também problemas com relação à imparcialidade da pesquisa, uma vez que após a longa formação psicanalítica um pesquisador dificilmente poderá ser imparcial.
  2. As sessões psicoterapêuticas de Freud, com base nas quais suas teorias foram desenvolvidas, não foram gravadas, mas reconstruídas de memória, às vezes imediatamente depois das sessões, às vezes apenas horas mais tarde. Dessa forma suas anotações podem ser vítimas das distorções típicas da memória, um problema similar se refere a basear teorias sobre a infância em lembranças de adultos.
2. Problemas metodológicos com relação à possibilidade de comprovação da teoria: os conceitos freudianos são de difícil definição e operacionalização. Isso quer dizer que um mesmo comportamento observável pode ser explicado por diferentes processos psíquicos e vice-versa, o que dificulta a realização de um exame empírico de tais conceitos.
3. A ênfase excessiva da sexualidade infantil: Apesar de ter sido a primeira a chamar a atenção para essa face até então desconhecida do desenvolvimento humano, deixou de lado muitas outras faces, como a influência social. Assim, Malinowski encontrou entre os povos de Papua-Nova Guiné por ele pesquisados poucos indícios do complexo de Édipo, tal como descrito por Freud. Ligado a esse problema se encontra outro, ligado à estrutura tautológica com que a teoria freudiana muitas vezes se reveste: criticas à teoria são, por vezes, vistas como formas de repressão dos conteúdos inconscientes.

## Desenvolvimento posterior
O trabalho de Sigmund Freud foi continuado por sua filha Anna Freud e por outros autores, que procuraram desenvolver a teoria, enfatizando outros aspectos e procurando solucionar os pontos críticos, entre eles os que mais se destacam são os psicanalistas Sándor Ferenczi, Melanie Klein, Donald Winnicott, Jacques Lacan, Wilfred Bion, Erik Erikson e Heinz Kohut; os humanistas Abraham Maslow e Carl Rogers; o fundador da psicologia do desenvolvimento individual Alfred Adler; Karen Horney, Wilhelm Reich e o fundador da psicologia analítica Carl Jung.